# Beacon Motors
Die Beacon Motors Ltd. war ein britischer Automobilhersteller in Liphook (Surrey). Ab 1912 wurden dort zwei Modelle produziert.
Der Beacon 10 hp war mit einem V2-Motor ausgestattet, der einen Hubraum von 1248 cm³ besaß. Der offene Wagen mit 2286 mm Radstand war von konventioneller Bauart, hatte aber einen Aufbau aus geflochtenem Schilf.
1914 erhielt der Wagen einen etwas kleineren Motor mit 1089 cm³ Hubraum. Damit galt das Fahrzeug als Cyclecar. Noch im selben Jahr verschwand das wenig erfolgreiche Fahrzeug kriegsbedingt vom Markt.

## Modelle
| Modell | Bauzeitraum | Zylinder | Hubraum  | Radstand | Gewicht |
| ------ | ----------- | -------- | -------- | -------- | ------- |
| 10 hp  | 1912–1913   | 2 V      | 1248 cm³ | 2286 mm  |         |
| 10 hp  | 1914        | 2 V      | 1089 cm³ | 2286 mm  | 305 kg  |

## Quelle
- David Culshaw & Peter Horrobin: The Complete Catalogue of British Cars 1895–1975. Veloce Publishing plc. Dorchester (1999).  ISBN 1-874105-93-6